# París-Tours 2015
La París-Tours 2015 fou la 109a edició de la París-Tours. La cursa es disputà el diumenge 11 d'octubre de 2015 sobre un recorregut de 231 km i s'emmarcava dins el calendari de l'UCI Europa Tour 2015.
El vencedor final fou l'italià Matteo Trentin (Etixx-Quick Step), que s'imposà a Tosh Van Der Sande (Lotto Soudal) i a Greg Van Avermaet (BMC Racing Team), tots components de l'escapada inicial. Trentin, alhora, va establir un nou record de la cursa en recórrer els 231 quilòmetres en 4 hores 39 minuts i 12 segons, a una mitjana de velocitat de 49,641 km/h.

## Equips
23 equips foren els escollits per participar en la cursa: 10 ProTeams, 9 equips continentals professionals i 4 equips continentals:
| Nom de l'equip      | País          | Codi |
| ------------------- | ------------- | ---- |
| AG2R La Mondiale    | França        | ALM  |
| BMC Racing Team     | Estats Units  | BMC  |
| Etixx-Quick Step    | Bèlgica       | EQS  |
| FDJ                 | França        | FDJ  |
| IAM Cycling         | Suïssa        | IAM  |
| Lotto Soudal        | Bèlgica       | LTS  |
| Team Giant-Alpecin  | Països Baixos | TGA  |
| Team LottoNL-Jumbo  | Països Baixos | TLJ  |
| Team Tinkoff-Saxo   | Rússia        | TCS  |
| Trek Factory Racing | Estats Units  | TFR  |

| Nom de l'equip               | País          | Codi |
| ---------------------------- | ------------- | ---- |
| Bora-Argon 18                | Alemanya      | BOA  |
| Bretagne-Séché Environnement | França        | BSE  |
| Cofidis                      | França        | COF  |
| Team Europcar                | França        | EUC  |
| MTN-Qhubeka                  | Sud-àfrica    | MTN  |
| Roompot Oranje Peloton       | Països Baixos | ROP  |
| Novo Nordisk                 | Estats Units  | TNN  |
| Topsport Vlaanderen-Baloise  | Bèlgica       | TSV  |
| Wanty-Groupe Gobert          | Bèlgica       | WGG  |

| Nom de l'equip          | País   | Codi |
| ----------------------- | ------ | ---- |
| Armée de Terre Cyclisme | França | ART  |
| Auber 93                | França | AUB  |
| Team Marseille 13-KTM   | França | M13  |
| Roubaix Lille Métropole | França | RLM  |

## Classificació final
| #  | Ciclista                 | Equip                       | Temps      |
| -- | ------------------------ | --------------------------- | ---------- |
| 1  | Matteo Trentin (ITA)     | Etixx-Quick Step            | 4h 39' 12" |
| 2  | Tosh Van Der Sande (BEL) | Lotto Soudal                | m. t.      |
| 3  | Greg Van Avermaet (BEL)  | BMC Racing Team             | + 04       |
| 4  | Tiesj Benoot (BEL)       | Lotto Soudal                | + 20       |
| 5  | Roy Jans (BEL)           | Wanty-Groupe Gobert         | m. t.      |
| 6  | Yves Lampaert (BEL)      | Etixx-Quick Step            | m. t.      |
| 7  | Heinrich Haussler (AUS)  | IAM Cycling                 | m. t.      |
| 8  | Edward Theuns (BEL)      | Topsport Vlaanderen-Baloise | m. t.      |
| 9  | Mike Teunissen (NED)     | Team LottoNL-Jumbo          | m. t.      |
| 10 | Pim Ligthart (NED)       | Lotto Soudal                | m. t.      |